# سیارک ۳۳۵۷
سیارک ۳۳۵۷ (به انگلیسی: 3357 Tolstikov، نامگذاری:1984FT) سه هزار و سیصد و پنجاه و هفتمین سیارک کشف شده‌است که در ۲۱ مارس ۱۹۸۴ کشف شد.
قدر مطلق سیارک برابر ۱۱٫۵۰ است.